# Andrena escondida
Andrena escondida là một loài Hymenoptera trong họ Andrenidae. Loài này được Cockerell mô tả khoa học năm 1938.